# اختروش

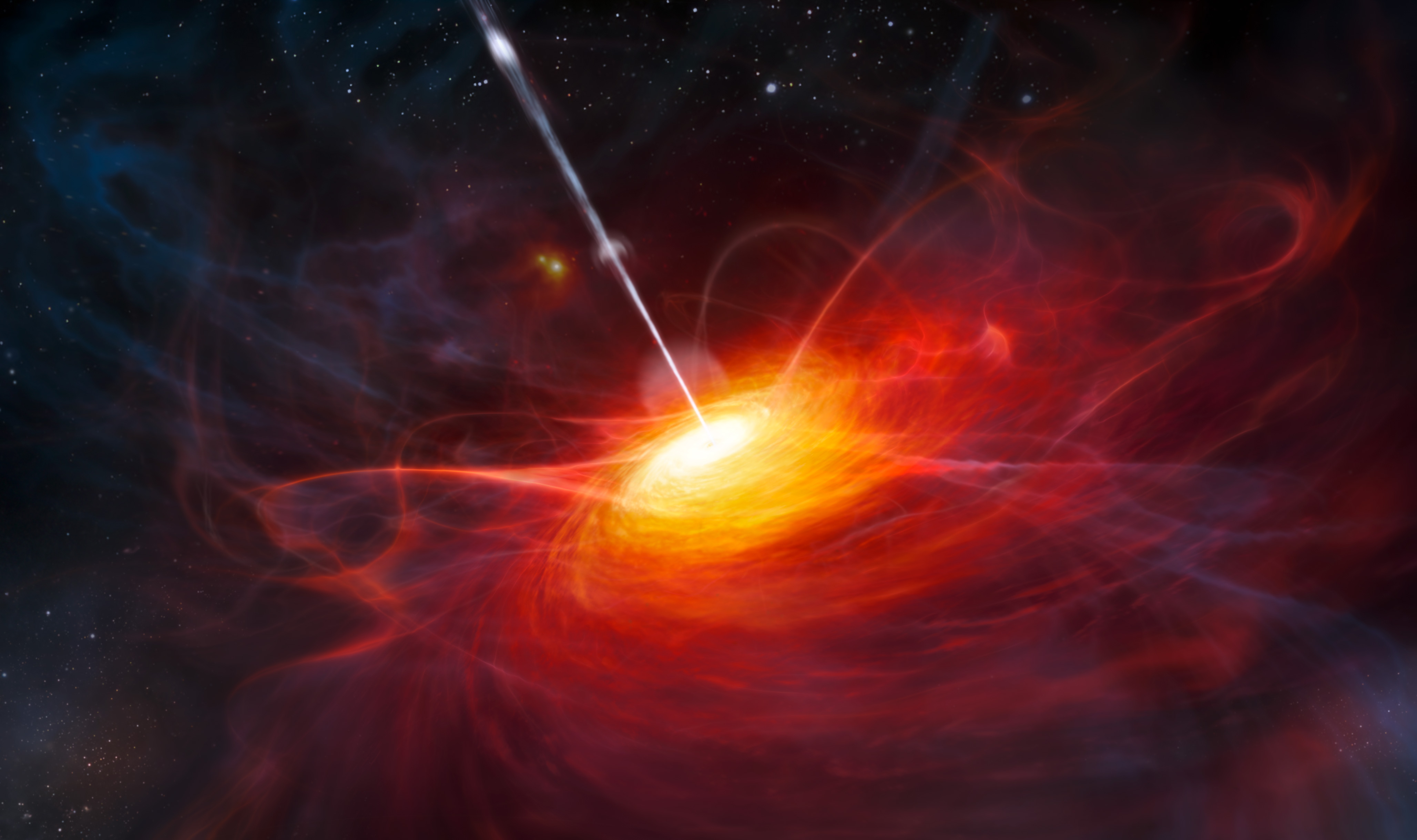
یولاس جی۱۱۲۰+۰۶۴۱، طرح هنری از یک اختروَش بسیار دوردست که نیروی آن توسط یک سیاه‌چاله فراهم می‌شود و جرم آن دو میلیارد برابر خورشید است. Credit: رصدخانه جنوبی اروپا/M. Kornmesser

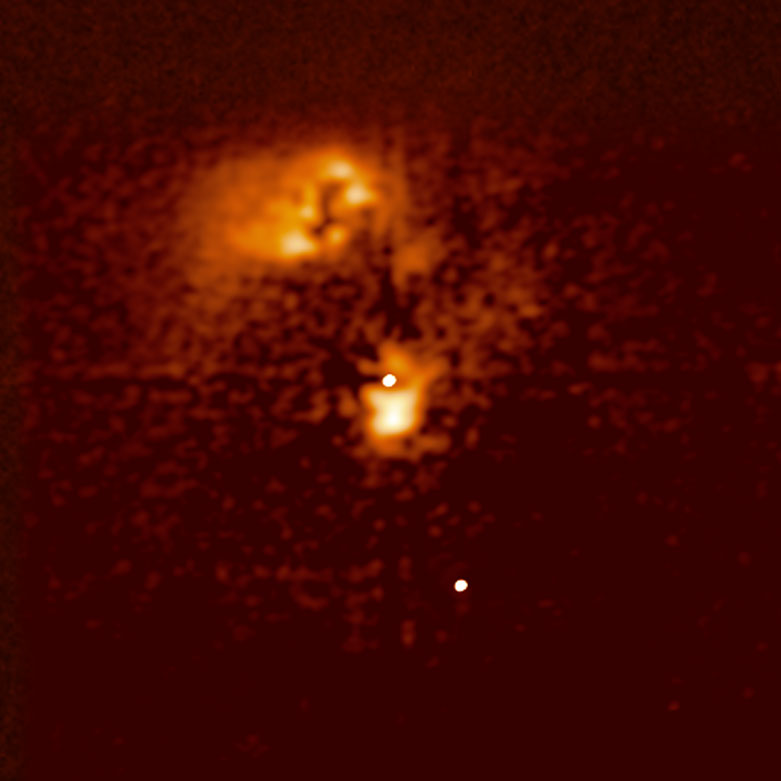

اختروَش یا کوِیزار یا کوازار (به انگلیسی: Quasar)، یک هستهٔ فعال به شدت نورانی و دوردست است که وابسته به یک کهکشان جوان است. آن‌ها در ردهٔ یک کلاس از اشیا به نام هستهٔ کهکشانی فعال قرار دارند.
اختروش‌ها پیش‌تر به عنوان منابع انرژی الکترومغناطیسی شامل امواج رادیویی و نور مرئی با انتقال به سرخ زیاد شناخته می‌شدند که به ستاره‌ها شبیه بودند با وجود بحثهای مختلف بر سر موجودیت این شیء آسمانی؛ همگی دانشمندان به یک توافق علمی رسیدند که یک اختروش، هالهٔ متراکم‌شدهٔ ماده است که ابرسیاهچاله یک کهکشان جوان را احاطه کرده‌است.
اختروش‌ها کاربردهای زیادی در ژئودزی دارند به‌طور مثال سامانه وی‌ال‌بی‌ای با استفاده از امواج رادیویی اختروش‌ها می‌تواند تا دقتهای نانوثانیه فاصله بین دو آنتن را محاسبه کنند. 
یک اختروش نتیجه برخورد دو کهکشان با همدیگر است و زمانی که دو سیاهچاله مرکز کهکشان‌ها به هم نزدیک می‌شوند؛ گازهای اطراف انرژی زیادی به صورت نور آزاد می‌کنند که هشت تریلیون بار درخشانتر از خورشید است.

## واژه‌شناسی
«اختر» به معنی «ستاره» و پسوند «وش» به معنی «مانند» است. پس اختروش یعنی «ستاره‌مانند» زیرا اجرامی آسمانی با ظاهری ستاره‌مانند اند. تعریف فرهنگستان:
جِرم ستاره‌مانندی به درخشندگی یک کهکشان که عموماً در فاصلۀ بسیار زیادی از زمین قرار دارد و تصور می‏شود هسته‌‏های درخشان کهکشان‌های فعال و دوردست باشند.— https://wiki.apll.ir/word/index.php/Quasar

## اندازهٔ اختروش‌ها
عکسبرداری اپتیکی و نیز اندازه‌گیری‌های تلسکوپ‌های رادیویی نشان می‌دهند که اندازهٔ کوازارها بسیار کوچک است. خطوط نشری بسیار پهن آنها حاکی است که این اجرام از ابرهای گازی رقیق و بسیار داغ که سرعت گردابی زیادی دارند، تشکیل شده‌اند. سرعت شعاعی اختروش‌ها که از جابه‌جایی دوپلری خطوط نشری طیف آن‌ها اندازه‌گیری شده، بسیار زیاد است و گستره‌ای از چندین هزار کیلومتر تا سرعت‌هایی حدود ۹۹ درصد سرعت نور دارد. گاهی شدت نور آنها افت و خیزهای سریع و معمولاً نامنظّمی را طی چندین روز یا هفته نشان می‌دهد.
اخترشناسان از این موضوع نتیجه می‌گیرند که آن‌ها اجرام کوچکی هستند، زیرا اگر قطرشان چندین سال نوری بود، درخشندگی کل نمی‌توانست طی دوره‌های کوتاه تغییر کند. بنابراین اختروش‌ها نمی‌توانند قطری بیشتر از چند روز نوری داشته باشند.